# Jessica Ackerley
Jessica Ackerley (* um 1990 in Alberta) ist eine kanadische, in den Vereinigten Staaten lebende Jazz- und Improvisationsmusikerin (Gitarre, Komposition). Ackerley gilt seit ihrer Ankunft 2013 „als eine überzeugende, unverwechselbare und engagierte Mitwirkende in verschiedenen New Yorker kreativen Musikszenen“. Mit einer integrativen Ästhetik und einem starken Gemeinschaftsdrang hat sie eine beeindruckende Palette von Aufnahmen produziert, die Jazz und Improvisierte Musik, experimentellen Rock und Noise umfassen.

## Leben und Wirken
Ackerley stammt aus Alberta und besuchte die Grant MacEwan University in Edmonton, die St. Francis Xavier University in Antigonish, Nova Scotia und schließlich die Rutgers University in New Jersey. Dort erwarb sie den Master-Abschluss und arbeitete mit Musikern wie Vic Juris und Victor Lewis; Unterricht hatte sie bei Juris und Bobby Cairns.
Zunächst strebte sie eine Karriere als Jazzgitarristin im Straight-ahead-Jazz an, doch sie war sie vom Sexismus der Szene desillusioniert. Nach einer ersten EP (Kitten Ruckus, 2014) und ihrem Debütalbum Coalesce im Jahr 2017 verabschiedete sich Ackerley vorübergehend vom Jazz und gründete mit dem Schlagzeuger Rick Daniel das Noise-Pop-Duo ESSi. Der Do-it-yourself-Ansatz inspirierte Ackerley dazu, die formelle Ausbildung aufzugeben und „von einem Ort auszugehen, der sich unmittelbarer und im Moment anfühlte“. Ackerley fand ihren Weg zurück zum Jazz, indem sie monatlich improvisierte Sologitarrenauftritte spielte. Dies führte zur Aufnahme von A New Kind Of Water (2019, mit Sarah Manning, Mat Muntz und Stephen Boegehold) und zu mehreren weiteren Veröffentlichungen. Zudem entwickelte sie ihre künstlerische Stimme bei mehreren Aufenthalten im Banff Centre weiter, unter anderem mit der Betreuung von Vijay Iyer, Tyshawn Sorey und Zakir Hussain.
Die Pandemie-Isolation infolge der COVID-19-Pandemie in den Vereinigten Staaten ermöglichte es Ackerley, ihre Solo-Gitarrenmusik weiterzuentwickeln, was zu Morning/mourning (2022) führte, einem Album, das Stimmungen, minimalistische Wiederholungen und rekonstruierten Jazz erforschte. Während der Pandemie nahm Ackerley auch Friendship: Lucid Shared Dreams auf, ein Duoalbum mit dem Multiinstrumentalisten Daniel Carter. Daneben spielte sie in dieser Zeit auch mit Tyshawn Sorey und William Parker, trat in Veranstaltungsorten wie The Stone und The Met Breuer auf und unternahm Tourneen durch ganz Nordamerika. Sie arbeitete auch mit Experimentalbands wie Prima, Gold Dime und Jazz Bras Dot Com.
Ein weiteres Projekt war SSWAN mit dem Saxophonisten Patrick Shiroishi, dem Bassisten Luke Stewart, dem Trompeter Chris Williams und dem Schlagzeuger Jason Nazary, des Weiteren das Trio MAW mit dem Pianisten Eli Wallace und dem Bassisten Frank Meadows (A Maneuver Within). 2021 verließ Ackerley New York, um an der University of Hawai‘i ein Doktorat in Komposition zu beginnen. Seit ihrem Umzug nach Hawaii beschäftigt sich Ackerley zunehmend mit Ambient-Musik und nahm Across Water (2022) auf, ein Remote-Duo mit Shiroishi, außerdem das Soloalbum Wave: Volume I, basierend auf Melodien, die sie am Strand auf einem batteriebetriebenen Keyboard komponierte.

## Würdigung
Die Gitarristin Jessica Ackerley bewegt sich in etwa im gleichen halbabstrakten Bereich wie Joe Morris und Mary Halvorson, aber ihr Spiel Decke einen weiteren Bereich ab und pendle zwischen Folk-Lyrik, spaciger Abstraktion und heftigem Prog-Rock-Riffing, schrieb Jerome Wilson (All About Jazz).
Jessica Ackerley sei eine Musikerin, deren künstlerisches Streben unermüdlich sei, lobte Chris Ingalls (Pop Matters). Ihr Soloalbum Mourning/Morning sei eine „faszinierende Reise durch den Trauerprozess“ nach dem Tod ihrer Mentoren Vic Juris und Bobby Cairns. Unter diesen ungewöhnlichen Umständen des Lockdowns habe Ackerley die emotionalen Auswirkungen ihres Verlustes bewältigt und als Ergebnis ein Album von tiefgründiger und einzigartiger Schönheit aufgenommen.

## Diskographische Hinweise
- Jessica Ackerley Trio: Coalesce (2017), mit Mat Muntz, Nick Fraser
- Jessica Ackerley & Patrick Shiroishi: Extremities (2020)
- Federico Musso & Jessica Ackerley: Nervios calavera en roja cinta en una noche en bruma gualda (2020)
- SSWAN: Invisibility Is an Unnatural Disaster (577 Records, 2022)
- Jessica Ackerley, Kevin Cheli, Gahlord DeWald: Submerging Silently (Cacophonous Revival, 2022)
- Petting Zoo (2023), mit Yuma Uesaka, Colin Hinton
- MAV: Live Recordings (Notice Recordings, 2023)
- Alex Cunningham, Patrick Shiroishi, Jessica Ackerley, Damon Smith: Five Lines Indecipherable (Balance Point Acoustics, 2023)
- All of the Colours Are Singing (2024)